# Luo Yixiu
Luo Yixiu (chinês tradicional: 羅一秀; 20 de outubro de 1889 – 11 de fevereiro de 1910), uma mulher chinesa da etnia Han, foi a primeira esposa do futuro revolucionário comunista e líder político chinês Mao Tsé-Tung, com quem foi casada de 1908 até à sua morte. Da área ao redor de Shaoshan, Hunão, no centro-sul da China — a mesma região de Mao — a sua família era composta por pobres proprietários de terras locais.
A maior parte do que se sabe sobre o casamento deles vem de um relato que Mao deu ao repórter americano Edgar Snow em 1936, que Snow incluiu no seu livro Red Star Over China. De acordo com Mao, ele e Luo Yixiu foram objecto de um casamento forçado organizado pelos seus respectivos pais, Mao Yichang e Luo Helou. Luo tinha dezoito anos e Mao quatorze na época do noivado. Embora Mao tenha participado na cerimónia de casamento, ele disse mais tarde que estava descontente com o casamento, nunca o consumando e tendo-se mesmo recusado a morar com a sua esposa. Socialmente desonrada, ela viveu com os pais de Mao por dois anos até morrer de disenteria, enquanto ele se mudava para fora da aldeia para continuar os seus estudos, tornando-se mais tarde membro fundador do Partido Comunista da China. Vários biógrafos sugeriram que a experiência de Mao com esse casamento afectou as suas visões posteriores, levando-o a tornar-se num crítico do casamento forçado e um feminista vocal. Ele casou-se mais três vezes, com Yang Kaihui, He Zizhen e Jiang Qing, sendo esta última mais conhecida como Madame Mao.

## Início de vida
Nascida a 20 de outubro de 1889, Luo Yixiu era a filha mais velha de Luo Helou (罗合楼; 1871–1943), um shenshi (绅士) — ou intelectual rural que ganhava a vida como agricultor — e de sua esposa (1869–1912), cujo sobrenome era Mao e que era uma tia-avó distante de Mao Tsé-Tung. Embora o historiador Lee Feigon tenha afirmado que a família Luo era importante a nível local, os biógrafos de Mao, Alexander V. Pantsov e Steven I. Levine, afirmaram que eles caíram na pobreza. Luo Helou e a sua esposa tiveram cinco filhos e cinco filhas, mas sete dessas crianças morreram, deixando apenas três filhas. A falta de filhos adultos do casal diminuía o seu estatuto social, pois na sociedade chinesa da época apenas os filhos podiam continuar com a linhagem familiar.

## O casamento

### Preparação
Mao Tsé-Tung nasceu e cresceu na fazenda do seu pai em Shaoshanchong, uma pequena vila rural com o nome da montanha Shaoshan. O seu pai disciplinador, Mao Yichang, decidiu lidar com a atitude rebelde de Mao de uma maneira típica da época, forçando-o a um casamento que o obrigaria a levar os assuntos familiares a sério. Yichang também desejava ter uma ajudante para a sua própria esposa, Wen Qimei, cuja saúde se deteriorara devido a anos de trabalho agrícola pesado. Ele selecionou Luo Yixiu no final de 1907 ou 1908. O seu parentesco com a família Mao pode ter ajudado na seleção, já que os quatro irmãos da mãe de Luo Yixiu, de sobrenome Mao, viviam a apenas um quilómetro da casa de Mao Yichang em Shaoshanchong. Seguindo os procedimentos tradicionais, um casamenteiro teria sido enviado para a casa da família Luo e, socialmente, esperava-se que a família Luo não aceitasse imediatamente a proposta de casamento. Luo Helou ficou feliz em ver a sua filha mais velha casada. As duas famílias trocaram presentes e assinaram o contrato de casamento, após o qual o casamento era considerado inviolável.
Mao Tsé-Tung conheceu Yixiu no dia em que o contrato foi assinado. Anos mais tarde, a sua neta Kong Dongmei afirmou que Mao estava insatisfeito com a escolha do seu pai e que, em vez disso, estava apaixonado pela sua prima Wang Shigu. No entanto, o casamento com Wang foi descartado por um adivinho local porque os seus horóscopos eram incompatíveis. Embora descontente com o acordo, Mao concordou em casar-se com Luo. Na época ele tinha catorze anos e, mais tarde, informou erroneamente a Edgar Snow que Luo tinha vinte anos, uma afirmação aceite pelos biógrafos de Mao Ross Terrill e Philip Short, mas posteriormente contestada pelos biógrafos Jung Chang e Jon Halliday, e Alexander V. Pantsov e Steven I. Levine, que estabeleceram que ela tinha dezoito anos.

### O casamento
O casamento ocorreu em 1908. De acordo com vários biógrafos de Mao, a cerimónia provavelmente seguiria o costume rural tradicional de Hunanese. Assim, teria provavelmente começado com uma festa na casa do noivo na véspera da cerimónia, para a qual foram convidados amigos e parentes. No dia seguinte, a noiva teria sido vestida de vermelho, com um véu vermelho sobre o rosto, e carregada num palanquim vermelho até à casa da família do noivo. Lá, o seu véu teria sido removido e ela deveria expressar infelicidade e insatisfação com o noivo ao insultá-lo publicamente. Segundo a tradição, provavelmente teria sido lançado fogo de artifício antes que a noiva e o noivo se curvassem a cada convidado, ao altar ancestral do noivo, aos espíritos e um ao outro, concluindo a cerimónia.
Se as práticas tradicionais fossem respeitadas, a festa continuaria por mais dois dias enquanto os convidados dariam presentes, principalmente em dinheiro, aos recém-casados. A cerimónia de casamento teria culminado com a entrada dos convidados na câmara nupcial, onde teriam feito várias referências e insinuações sexuais, liderados por uma figura com o rosto pintado de preto. Na tradição rural chinesa esperava-se que a noiva mostrasse as manchas de sangue nos lençóis da noite de núpcias para provar que o seu hímen havia sido rompido durante relação sexual e que, portanto, ela era virgem.

### Vida de casado

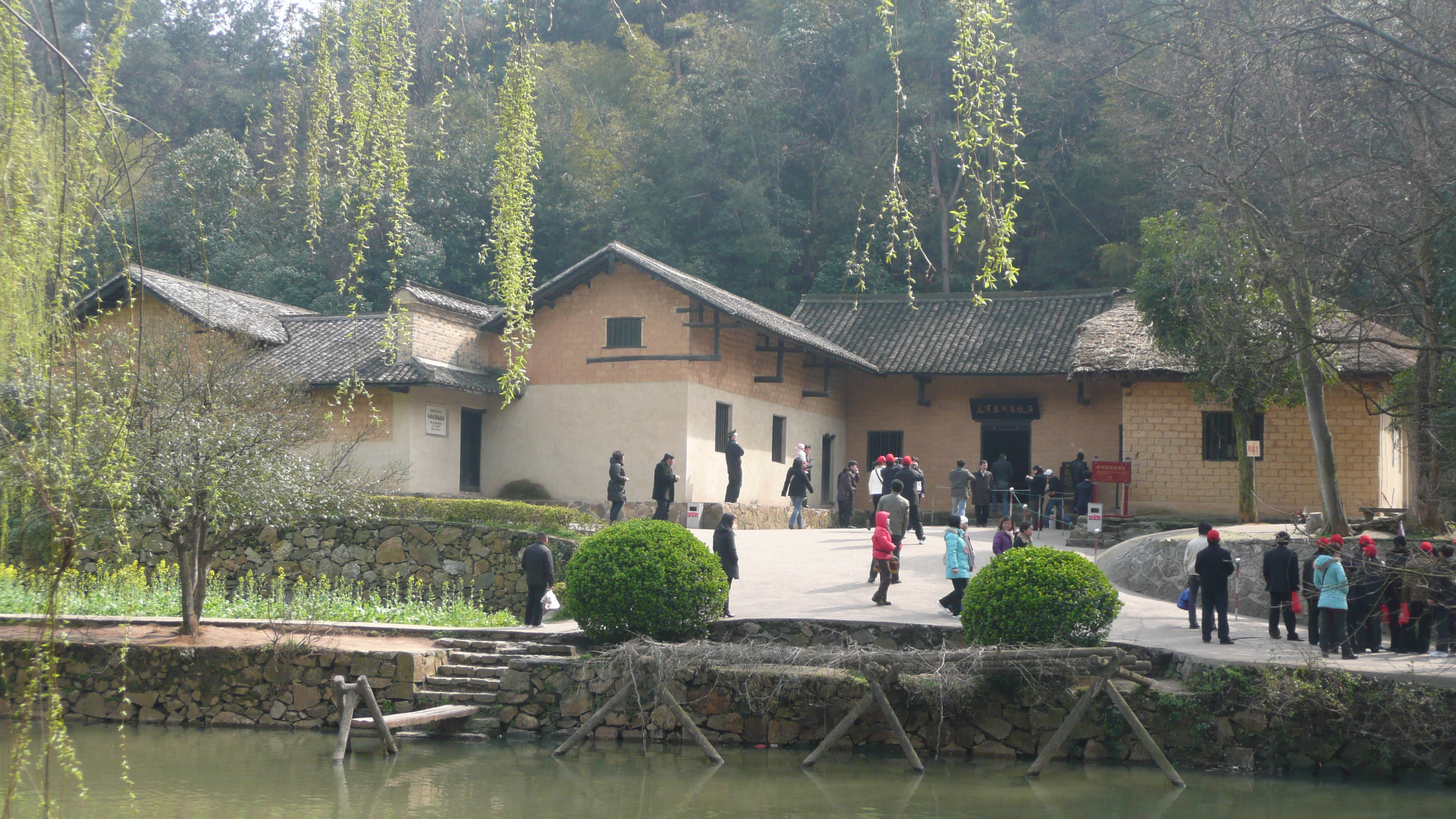
A casa de Mao em Shaoshanchong, em 2010; foi aqui que Luo viveu depois do casamento

De acordo com o que Mao disse a Snow, ele recusou-se a morar com a sua esposa e alegou que eles nunca haviam consumado o casamento. Logo após o casamento, Mao fugiu de casa para morar com um estudante desempregado em Shaoshan. Lá passou muito do seu tempo a ler, particularmente obras históricas como os Registros do Historiador de Sima Qian e a História da Antiga da Dinastia Han de Ban Gu, e folhetos políticos como os Protestos Pessoais do Estudo de Jiao Bin de Feng Guifen.
Agora considerada parte da família Mao, Luo morava com Mao Yichang e Wen Qimei na sua casa, mas ainda assim foi humilhada publicamente pelo desaparecimento do seu marido; alguns moradores consideravam-na a concubina de Yichang. Luo Yixiu morreu de disenteria a 11 de fevereiro de 1910, um dia após o Ano Novo Chinês. Depois, Mao Tsé-Tung voltou para casa e o seu pai perdoou-o pela sua desobediência e, no outono de 1910, concordou em financiar os estudos do seu filho na Escola Primária Superior de Dongshan, e assim Mao deixou Shaoshanchong. Quando em 1936 Mao disse a Snow "Eu não a considero minha esposa", ele não mencionou a morte dela. O túmulo de Luo Yixiu está localizado na montanha em frente à antiga residência de Mao Tsé-Tung em Shaoshanchong, a poucos passos do túmulo dos seus pais.

### Consequências
Quando Mao Tsé-Tung retornou a Shaoshan em 1925 para organizar um movimento camponês local, ele visitou os parentes de Luo Yixiu, incluindo o seu pai Luo Helou e o seu sobrinho Luo Shiquan (罗石泉). Luo Shiquan juntar-se-ia ao Partido Comunista no inverno daquele ano e permaneceria um activista camponês até a revolução de 1949. Como Luo Yixiu havia morrido sem descendência, quando a linhagem Mao actualizou o seu livro de genealogia em 1941, Mao Anlong (毛岸龙), que era o terceiro filho de Mao Tsé-Tung com a sua segunda esposa Yang Kaihui, foi listado como descendente de Luo. Em 1950, Mao enviou o seu filho mais velho, Mao Anying, a Shaoshan para visitar Luo Shiquan. Mao também manteve contacto com dois homens que se casaram com as irmãs de Luo Yixiu, e conheceu um desses homens quando regressou a Shaoshan em 1959 pela primeira vez desde a década de 1920.

## Influência em Mao
Em Mao: A Reinterpretation, o historiador americano Lee Feigon argumentou que a experiência de Mao com o casamento forçado inspirou-o a tornar-se "um defensor veemente dos direitos das mulheres" no final da década de 1910, quando começou a escrever artigos para a imprensa de esquerda criticando a tradição chinesa relativamente ao sistema familiar e argumentando que o amor, em vez de pressões sociais ou familiares, deveria ser o principal determinante no casamento. Esta ideia já havia sido expressa pela jornalista e sinóloga Clare Hollingworth. Na sua biografia Mao: The Unknown Story, Jung Chang e Jon Halliday concordaram, afirmando que foi essa experiência com Luo que transformou Mao num "opositor feroz" do casamento forçado.
Mao casar-se-ia com mais três mulheres ao longo da sua vida: Yang Kaihui em dezembro de 1920, He Zizhen em maio de 1928 e Jiang Qing em novembro de 1939.